# Lake Dunstan
Lake Dunstan ist ein Stausee im Central Otago District der Region Otago auf der Südinsel von Neuseeland.

## Geographie
Der Stausee, der sich im ehemaligen Flussverlauf des Clutha River/Mata-Au über eine Länge von 34,5 km nach Nordwesten erstreckt, befindet sich rund 43 km östlich von Queenstown und rund 10 km nordwestlich von Alexandra im Zentralen Hochland von Otago. An seiner breitesten Stelle mist der dreigeteilte See 1,7 km. Diese befindet sich im südlichen Teil des Dunstan Arms, der einen Seeumfang von 39,3 km aufweist. Der Clutha Arm, der sich im Südosten befindet, kommt auf einen Umfang von 40,5 km und eine maximale Breite von rund 680 m und der Kawarau Arm bei Cromwell, der sich nach Westen ausdehnt, weist eine maximale Breite von 360 m auf und misst 24,9 km im Umfang. Der Umfang des gesamten Stausees summiert sich somit auf 104,7 km Länge.
Cromwell ist auch der Ort am See, der Teile seines historischen Ortsteils durch die Aufstauung aufgeben musste. Der Ort befindet sich in etwa auf der halben Seelänge am Abzweig des rund 10 km langen Nebenarms, in dem der Kawarau River als Nebenfluss des Clutha River/Mata-Au aufgestaut wurde. Knapp 1 km südöstlich des Clyde Dam, der den See aufstaute, liegt im weiteren Verlauf des Clutha River/Mata-Au der kleine Ort Clyde, der Namensgeber für den Staudamm und die unterhalb des Damms befindliche Clyde Power Station war.
Flankiert wird 26,4 km² große Lake Dunstan im Südwesten von den Cairnmuir Mountains im Osten von den Dunstan Mountains und im Westen von der Bergkette der Pisa Range.
Verkehrstechnisch zu erreichen ist der Lake Dunstan von Südosten von Alexandra aus über den New Zealand State Highway 8, der den See auf seiner gesamten Länge an seinem Ostufer begleitet. Von Westen von Queenstown aus ist der See über den New Zealand State Highway 6 aus zu erreichen, der bei Cromwell nach Norden abbiegt und den Dunstan Arm des Sees an seiner Westseite flankiert. Beide Highways werden in Cromwell über den State Highway 8A verbunden.

## Geologie
Der Stausee sowie der Damm befinden sich in einem durch Erdbeben gefährdeten Gebiet, hinzu kommt, dass besonders der südlichere Teil des Sees durch potentielle Erdrutschgebiete gefährdet ist.
Die sich nördlich von Clyde erhebenden Dunstan Mountains werden an deren südöstlichen Seite zum Manuherikia Basin von der Dunstan Fault begleitet, einer Verwerfung, die sich vom Dunstan Creek im Nordosten bis wenige Kilometer nördlich von Clyde hinzieht und somit in Staumauernähe liegt. Schätzungen gehen davon aus, dass ein durch die Verwerfung hervorgerufenes Erdbeben der Stärke 7 bis 7,5 alle 8000 Jahre auftreten kann.

## Geschichte
Mit dem Clutha Development Empowering Act 1982 wurde im Jahr 1982 die gesetzliche Grundlage für den Bau des Staudamms zur Stromerzeugung geschaffen. Für die Realisierung des Stausees mussten aber im Vorfeld mehr als 2000 Hektar Land aufgekauft werden, was die Regierung 28,5 Millionen NZ$ kostete. Von den Enteignungen waren 60 Grundstücksbesitzer betroffen und rund 50 Geschäftsräume.
Die Bauarbeiten am Clyde Dam begannen im Jahr 1979 und zogen sich mit seinem Kraftwerksbau bis zu kompletten Fertigstellung im Jahr 1993 hin. Erdrutsche im Bereich des Clutha River/Mata-Au hatten Verzögerungen in der Fertigstellung des Projektes zur Folge. Zu Spitzenzeiten waren 1200 Arbeiter mit der Errichtung des Bauwerks beschäftigt. Die Füllung des Stausees wurde im April 1992 begonnen und in vier kontrollierten Prozessen realisiert. 1993 erreichte der See dann seine Zielhöhe.

## Staumauer
Der Clyde Dam besitzt gemessen vom Fundament bis zur Krone eine Höhe von 105 m, von denen 60 m aus dem Tal nach oben ragen. Mit einer Basis von 70 m Dicke, verjüngt sich die Staumauer nach oben bis auf 10 m und erstreckt sich quer durchs Tal auf eine Breite von 490 m. Für den komplett aus Beton errichteten Staudamm wurden insgesamt rund 1 Million m³ Beton verbaut. Der Clyde Dam gilt damit als die größte in Neuseeland je errichtete Gewichtsstaumauer. Vier in das Stauwerk eingebaute, 7,8 m im Durchmesser messende Druckleitungen führen das aufgestaute Wasser mit einer maximalen Durchflussmenge von rund 1000 m³/s den Turbinen des Kraftwerks zu. Für eine eventuelle Kapazitätserweiterung wurde der Platz für weitere zwei Röhren in dem Damm vorgehalten.
Für den Abfluss des Wassers bei Flut sorgen vier radiale 14,3 m hohe und je 10 m breite Tore, die insgesamt eine maximale Durchflussmenge von 4600 m³ Wasser pro Sekunde erlauben. Ein weiteres Schleusentor mit einer Höhe von 9,6 m und einer Breite von 6 m lässt weitere 1430 m³ Wasser pro Sekunde zu. Die bisher größte Flut forderte im November 1999 einen maximalen Durchfluss von rund 3500 m³/s.
Eine von dem Stauwerk abführende Pipeline versorgt die südlich des Damms liegende Earnscleugh-Ebene mit Wasser für die Bewässerung mit einem Durchsatz von 2,4 m³/s. Der westlich dem Clutha River/Mata-Au zufließende Fraser River wird über die Leitung mit 1 m³/s zusätzlichem Wasser versorgt.

## Kraftwerk
Die Clyde Power Station, die sich dem Staudamm anschließt, ist mit ihren vier Generatoren für eine maximale Leistung von 432 MW ausgelegt. Sie erzeugt pro Jahr im Durchschnitt 2100 GWh, was rund 6 % der in Neuseeland benötigten elektrischen Energie abdeckt.

## Tourismus
Der Stausee wird von Einheimischen sowie von Touristen für den Wassersport wie Bootfahren, Wasserski, Fischen, Gleitschirmfliegen und Rudern genutzt.

## Fotogalerie

Lake Dunstan, Clyde Dam und Clyde Power Station
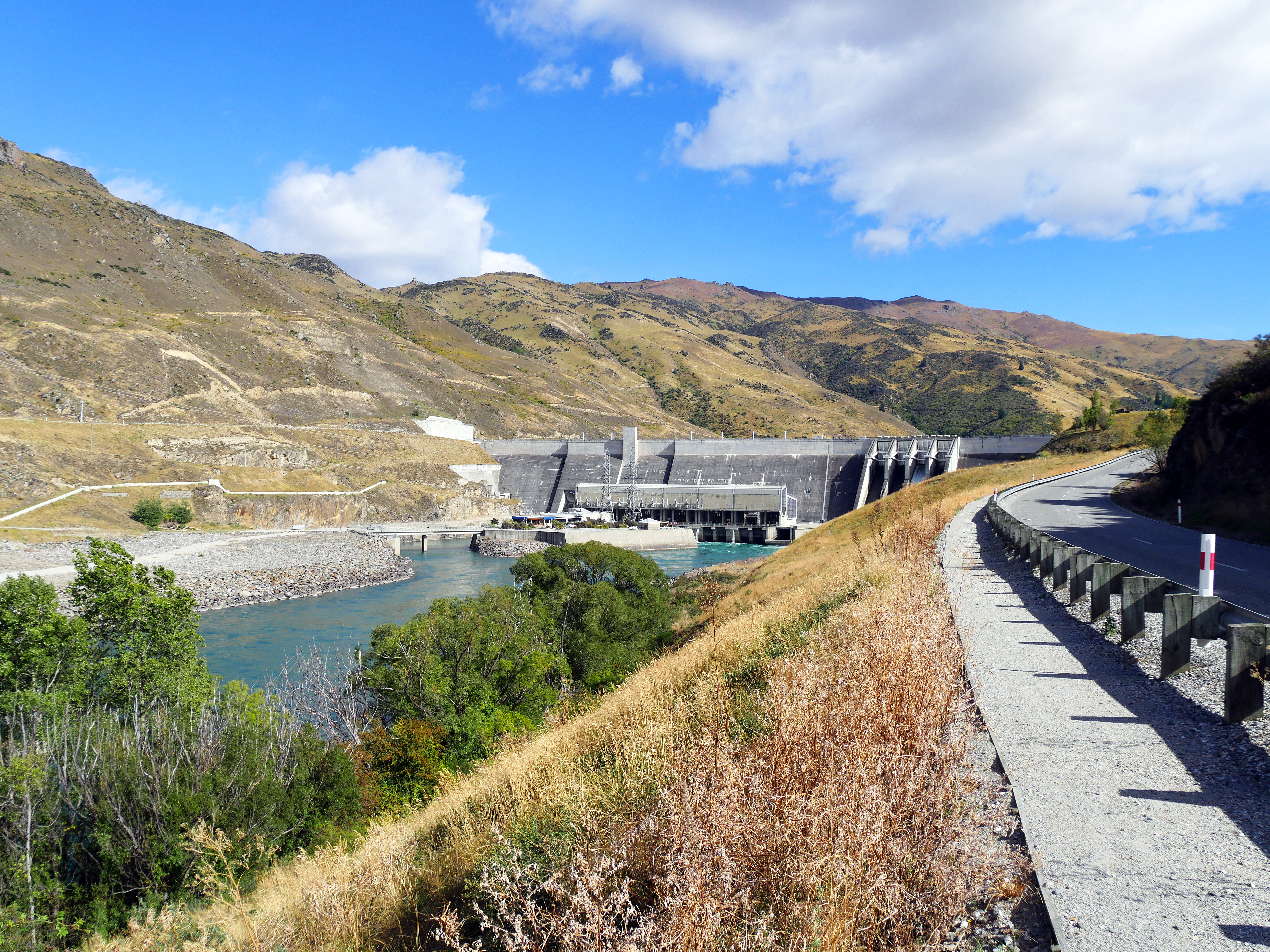
Clyde Dam mit der Clyde Power Station
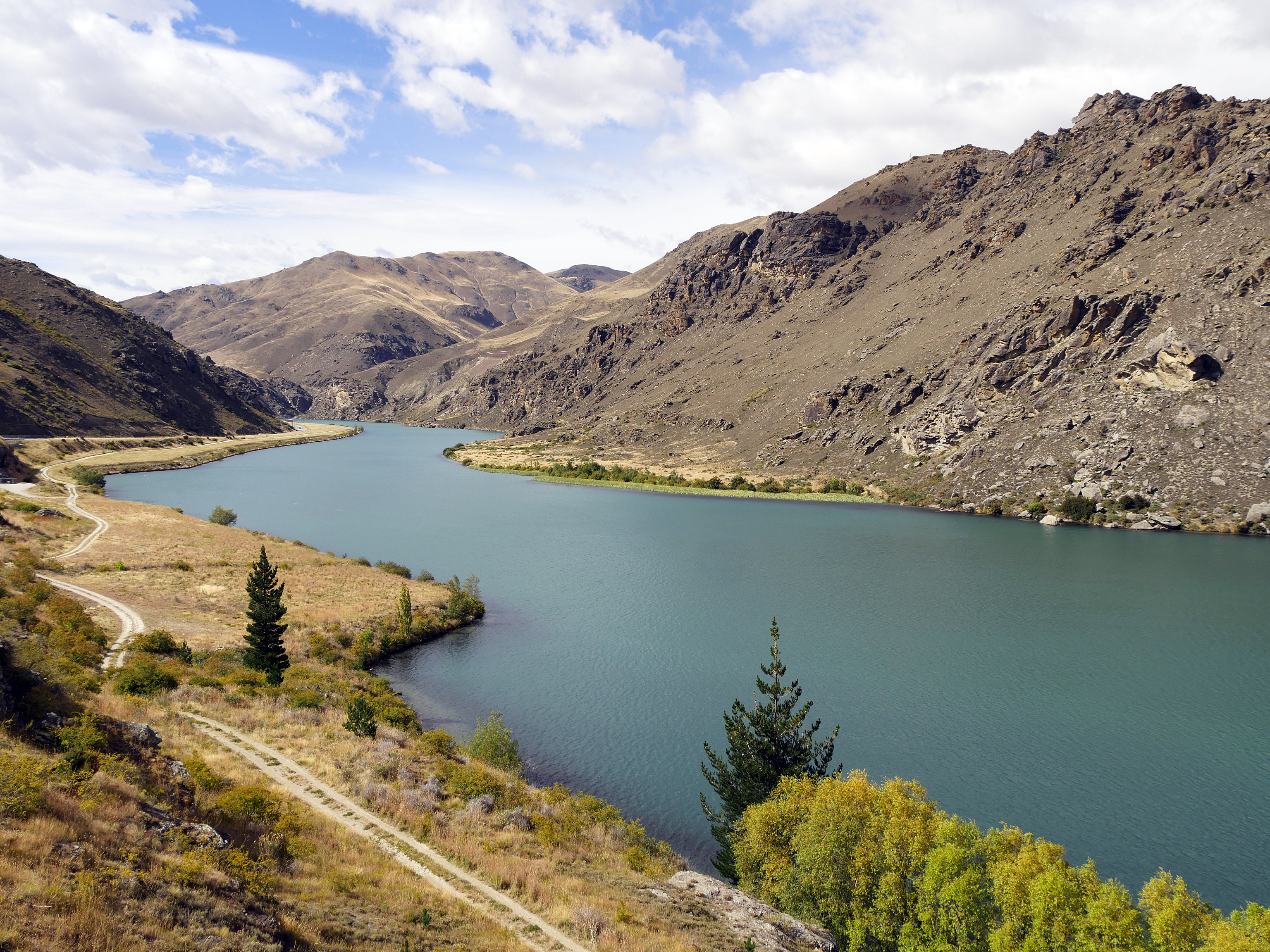
Lake Dunstan – Clutha Arm mit Blick zu den Cairnmuir Mountains
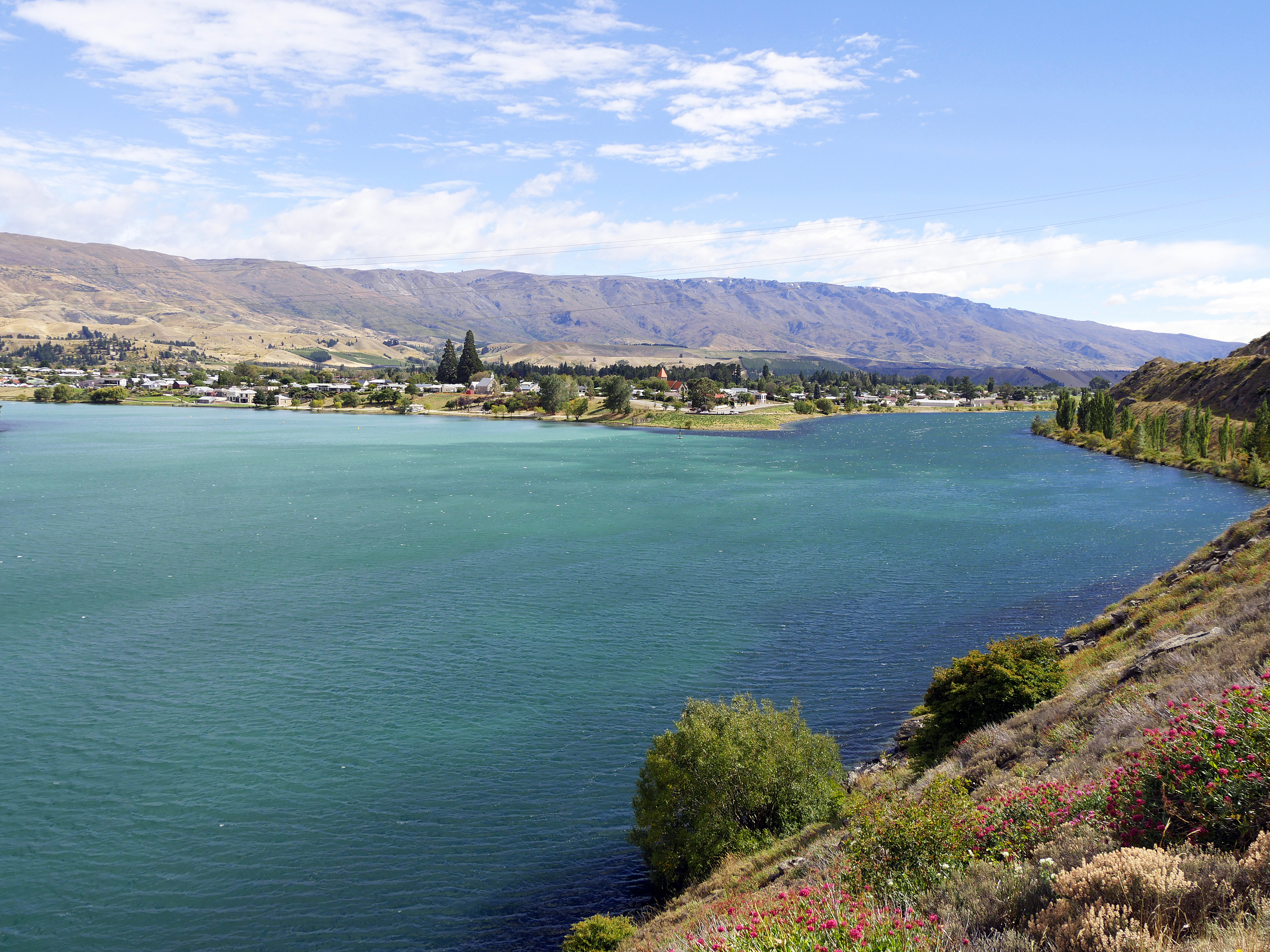
Lake Dunstan mit Kawarau Arm (links) und Dunstan Arm (rechts)
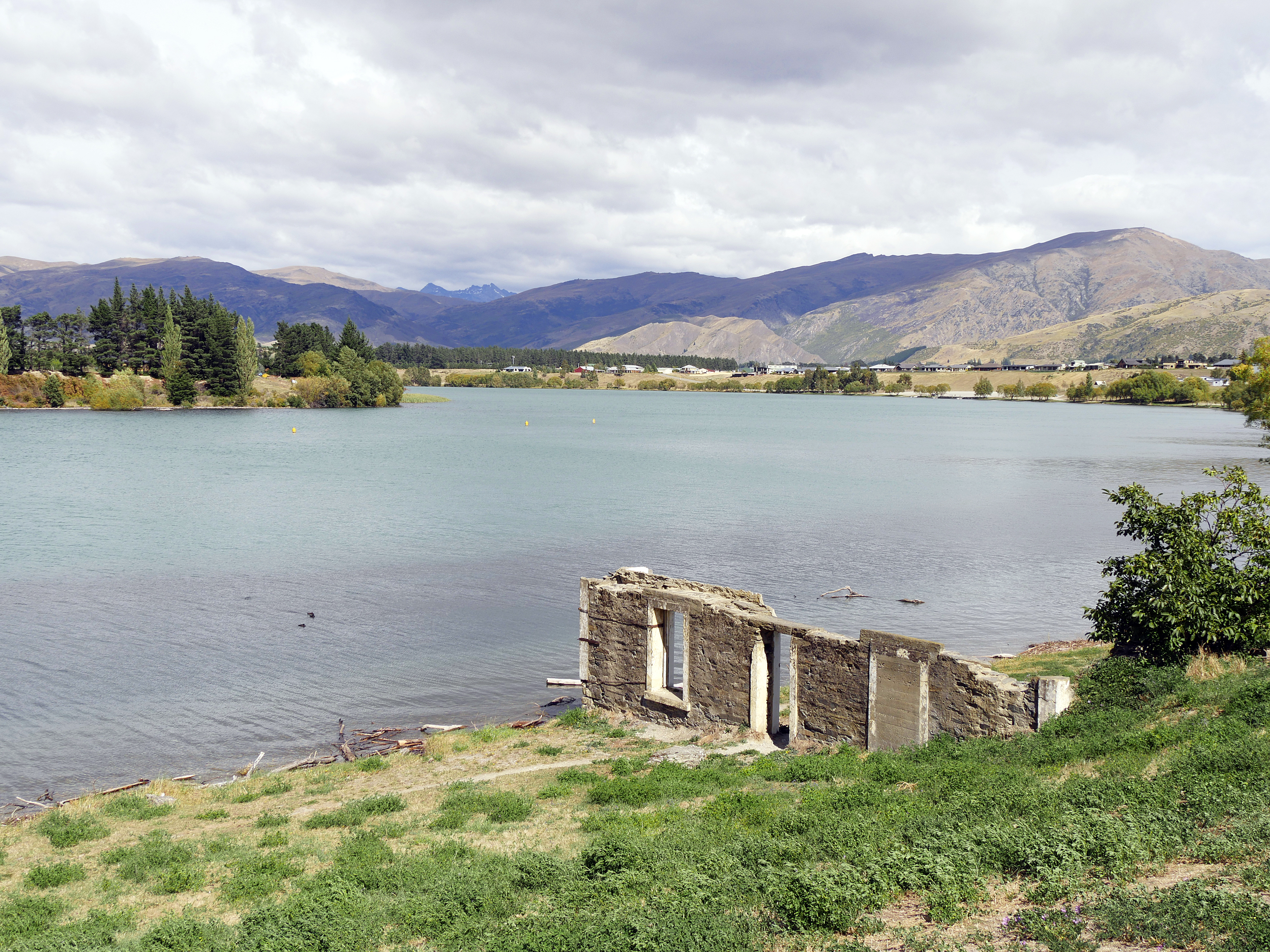
Lake Dunstan – Kawarau Arm mit Blich zu den Carrick Range
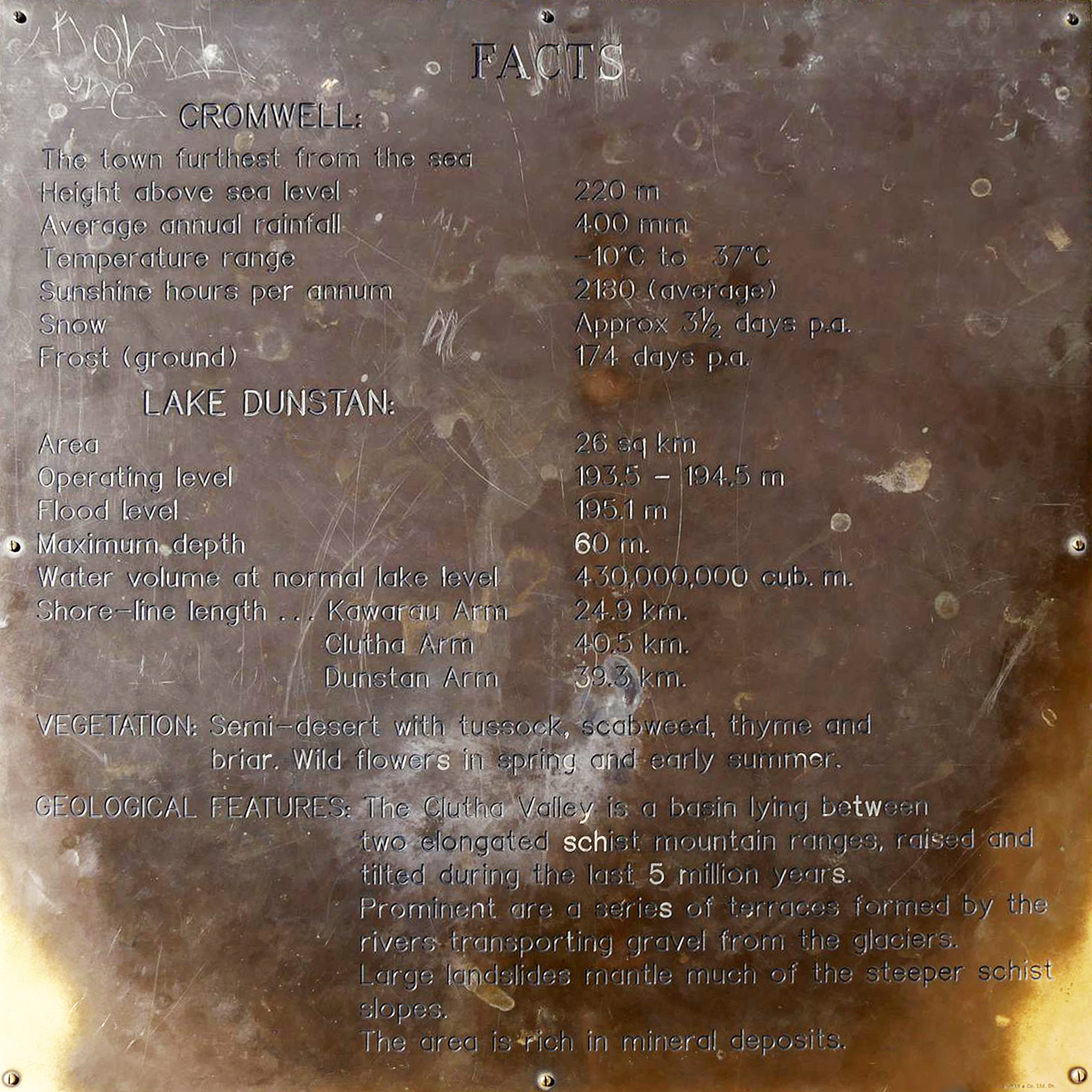
Info-Platte am View Point des Ortes Cromwell